# Jules Muracciole
Pour les articles homonymes, voir Muracciole (homonymie).
Jules Muracciole, né le 14 février 1906 à Sète et mort le 22 octobre 1995 à Paris, est un journaliste, militaire et résistant français, Compagnon de la Libération. Mobilisé au début de la Seconde Guerre mondiale, il combat en Norvège puis choisit de se rallier à la France libre. Affecté à l'État-Major du général de Gaulle à Londres, il est régulièrement détaché aux état-major de grandes unités sur le terrain, ce qui lui permet de participer aux campagnes et aux batailles ayant lieu en Afrique du Nord, au Proche-Orient et en Italie avant de prendre part à la Libération de la France. Après la guerre, il oeuvre pour le gaullisme et les anciens combattants en travaillant notamment pour le Rassemblement du peuple français ainsi que pour diverses institutions et ministères.

## Biographie

### Jeunesse et engagement
Fils d'un contrôleur des douanes, Jules Muracciole naît le 14 février 1906 à Sète, dans l'Hérault. Suivant les affectations de son père, il effectue ses études secondaires au lycée Thiers à Marseille puis au lycée Mignet à Aix-en-Provence et entre à l'école publique de médecine et de pharmacie de Marseille pour passer le professorat d'éducation physique. De mai 1927 à novembre 1928, il effectue son service militaire, d'abord au 405e régiment d'artillerie de défense contre aéronefs puis à l'État-major des 14e et 15e régions militaires. De retour à la vie civile, il entame une carrière de journaliste et travaille au Petit Provençal, à Marseille-Matin et à Marseille-Soir dont il occupe le poste de chef des informations à partir de 1931. Parallèlement, il est correspondant pour Le Figaro, le Herald Tribune et La Stampa. Directeur de l'hebdomadaire Canebière, il entre dans l'administration municipale de Marseille le 1er mai 1937 et devient directeur du journal syndicaliste La voix des municipaux.

### Seconde Guerre mondiale
Lors de la mobilisation de 1939, il est affecté au 15e régiment du train avant d'être muté au 2e bureau de la 59e brigade alpine. Il est ensuite détaché au 3e bureau de l'armée des Alpes sous les ordres du général Olry. Au début de l'année 1940, il est volontaire pour faire partie du corps expéditionnaire français en Scandinavie et, affecté à l'État-major du général Béthouart, il officie comme agent de liaison lors de la bataille de Narvik. Cité à l'ordre de la division lors de cette campagne de Norvège, il repart pour la France à l'issue de celle-ci et débarque en Bretagne. Cependant, face à l'avancée des troupes allemandes pendant la bataille de France, le corps expéditionnaire réembarque le 18 juin 1940 en direction de l'Angleterre.
Le 21 juin, Jules Muracciole s'engage dans les forces françaises libres et, promu maréchal des logis, est affecté à l'État-major du général de Gaulle dont il est le chef du secrétariat dans son quartier général de Stephen's House puis à Carlton Gardens où il est le premier à hisser le drapeau français. Détaché en Afrique lors de l'expédition de Dakar, il retourne à Londres en décembre 1940 et prend en charge la publication du journal officiel de la France libre. Toujours volontaire pour être détaché sur les théâtres d'opérations, il fait partie du corps expéditionnaire du général Legentilhomme et prend part à la campagne d'Érythrée. En avril 1941, il part pour la Palestine et travaille à l'État-major de la 1re division légère française libre avec laquelle il participe à la campagne de Syrie du 8 juin au 13 juillet 1941. Par la suite adjoint du général Kœnig puis commandant de la compagnie de quartier général 1re brigade française libre, il participe à la bataille de Bir Hakeim du 27 mai au 11 juin 1942 puis à la seconde bataille d'El Alamein en octobre suivant. Promu sous-lieutenant, il prend ensuite part à la campagne de Tunisie en 1943.
En avril 1944, il est muté à la 13e demi-brigade de Légion étrangère où il prend la tête d'une compagnie de commandement. Engagé dans la campagne d'Italie, il combat lors de la bataille du Garigliano puis à celle de Pontecorvo au cours de laquelle il est blessé par des éclats d'obus. Hospitalisé en Tunisie, il est promu lieutenant et une fois remis sur pied, rejoint son unité à Hyères peu de temps après le débarquement de Provence. Adjoint du chef d'État-major de la 1re division française libre (1re DFL), il prend part à la Libération de la France en combattant lors de la bataille de Toulon, de la libération de Lyon et des batailles des Vosges et d'Alsace.
Les combats touchant à leur fin, il retrouve peu à peu son métier de journaliste en travaillant pour la communication de la 1re DFL. Il écrit ainsi des plaquettes et dépliant sur l'histoire de l'unité et organise une exposition aux Champs-Élysées en 1945. Il est finalement démobilisé en août 1946.

### Après-Guerre
Proche du général de Gaulle et de son entourage, il devient secrétaire général du club du 18 juin puis entre au Rassemblement du peuple français (RPF) dont il est secrétaire national pour le midi de la France. Toujours au sein du RPF, il est ensuite successivement délégué régional à propagande, délégué départemental pour la Corse et délégué départemental pour les Bouches-du-Rhône. En septembre 1949, il est l'organisateur du voyage de Charles de Gaulle en Corse. Au service du ministère des anciens combattants, il organise en novembre 1955 un pèlerinage national permettant à 600 anciens combattants de se rendre sur le site de la bataille de Bir Hakeim. De 1954 à 1958, il gère la section sud-est du centre d'action nationale, organisation oeuvrant pour le retour du général de Gaulle au pouvoir. Lors des élections législatives de 1958, il est candidat malheureux de la sixième circonscription des Bouches-du-Rhône sous l'étiquette UNR,. Il est ensuite nommé, en mai 1960, comme attaché de presse du ministre de l'information Louis Terrenoire puis suit ce dernier lorsqu'il devient ministre délégué des relations avec le parlement auprès du Premier ministre. Parallèlement à ses activités ministérielles, il est secrétaire général de l'Ordre de la Libération de 1962 à 1990.
Jules Muracciole meurt le 22 octobre 1995 à l'Hôtel des Invalides. Après ses obsèques qui ont lieu en la cathédrale Saint-Louis-des-Invalides, il est inhumé au cimetière de Gentilly.

## Décorations
|  |  |  |  |  |  |
|  |  |  |  |  |  |
|  |  |  |  |  |  |

| Grand officier de la Légion d'honneur                                | Grand officier de la Légion d'honneur | Grand officier de la Légion d'honneur | Compagnon de la Libération Par décret du 28 mai 1945 | Compagnon de la Libération Par décret du 28 mai 1945 | Compagnon de la Libération Par décret du 28 mai 1945 | Croix de guerre 1939-1945 Avec une étoile d'argent                                              | Croix de guerre 1939-1945 Avec une étoile d'argent                                              | Croix de guerre 1939-1945 Avec une étoile d'argent                                              |
| Médaille des blessés de guerre                                       | Médaille des blessés de guerre        | Médaille des blessés de guerre        | Croix du combattant volontaire de la Résistance      | Croix du combattant volontaire de la Résistance      | Croix du combattant volontaire de la Résistance      | Médaille coloniale Avec agrafes "AFL", "Libye", "Bir Hakeim", "Tripolitaine" et "Tunisie 1943". | Médaille coloniale Avec agrafes "AFL", "Libye", "Bir Hakeim", "Tripolitaine" et "Tunisie 1943". | Médaille coloniale Avec agrafes "AFL", "Libye", "Bir Hakeim", "Tripolitaine" et "Tunisie 1943". |
| Médaille commémorative des services volontaires dans la France libre |                                       |                                       |                                                      |                                                      |                                                      |                                                                                                 |                                                                                                 |                                                                                                 |